# Ventrifossa mucocephalus
Ventrifossa mucocephalus és una espècie de peix de la família dels macrúrids i de l'ordre dels gadiformes.

## Morfologia
- Els mascles poden assolir 40 cm de llargària total.[4][5]

## Hàbitat
És un peix d'aigües profundes que viu entre 450-732 m de fondària.

## Distribució geogràfica
Es troba a l'oest del Carib, l'Estret de Florida i el nord-est de Florida.